# Adhäsionsbahn

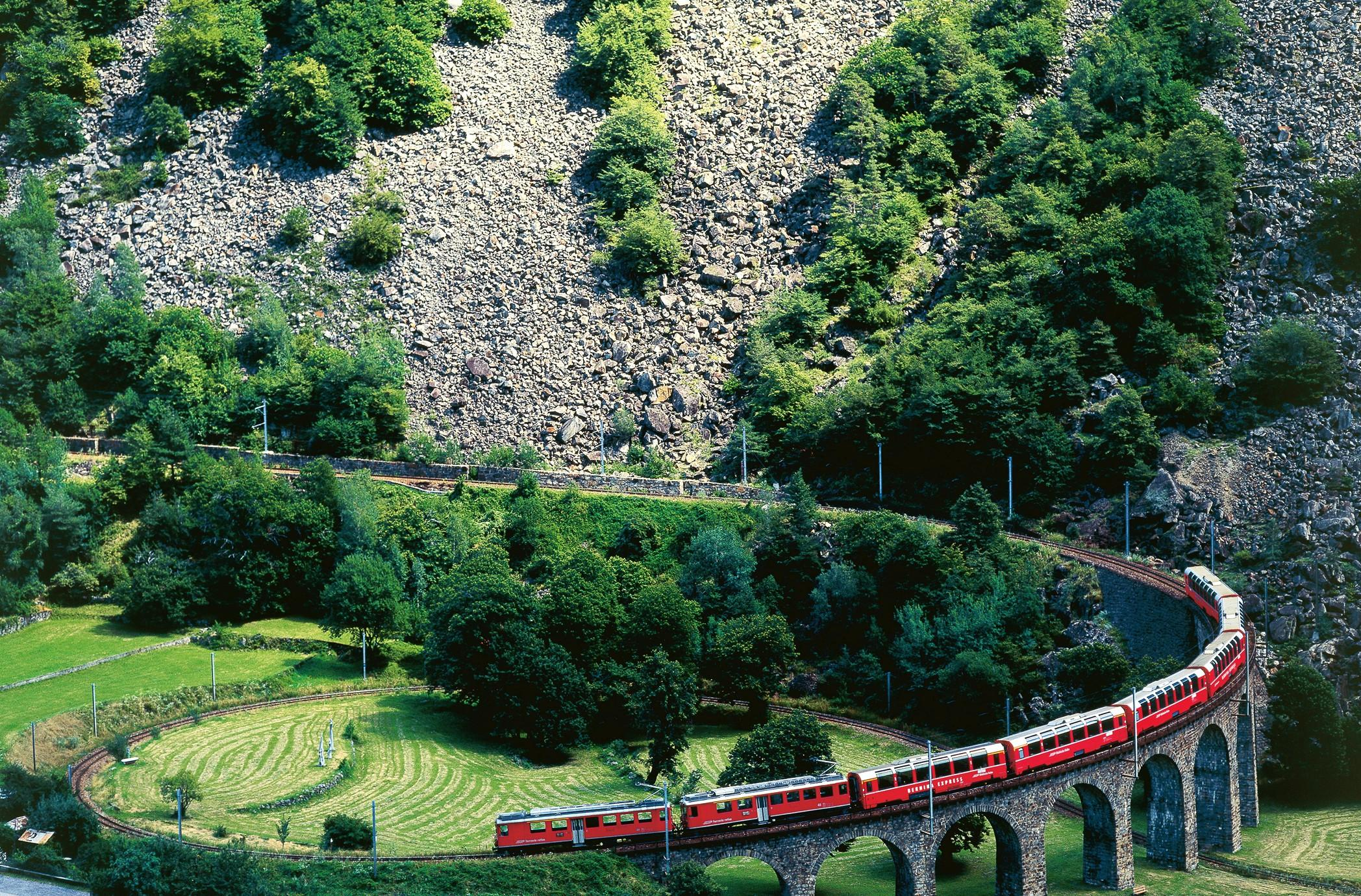
Berninabahn (max. 70 ‰ Gefälle) im Bereich des Kreisviadukts von Brusio

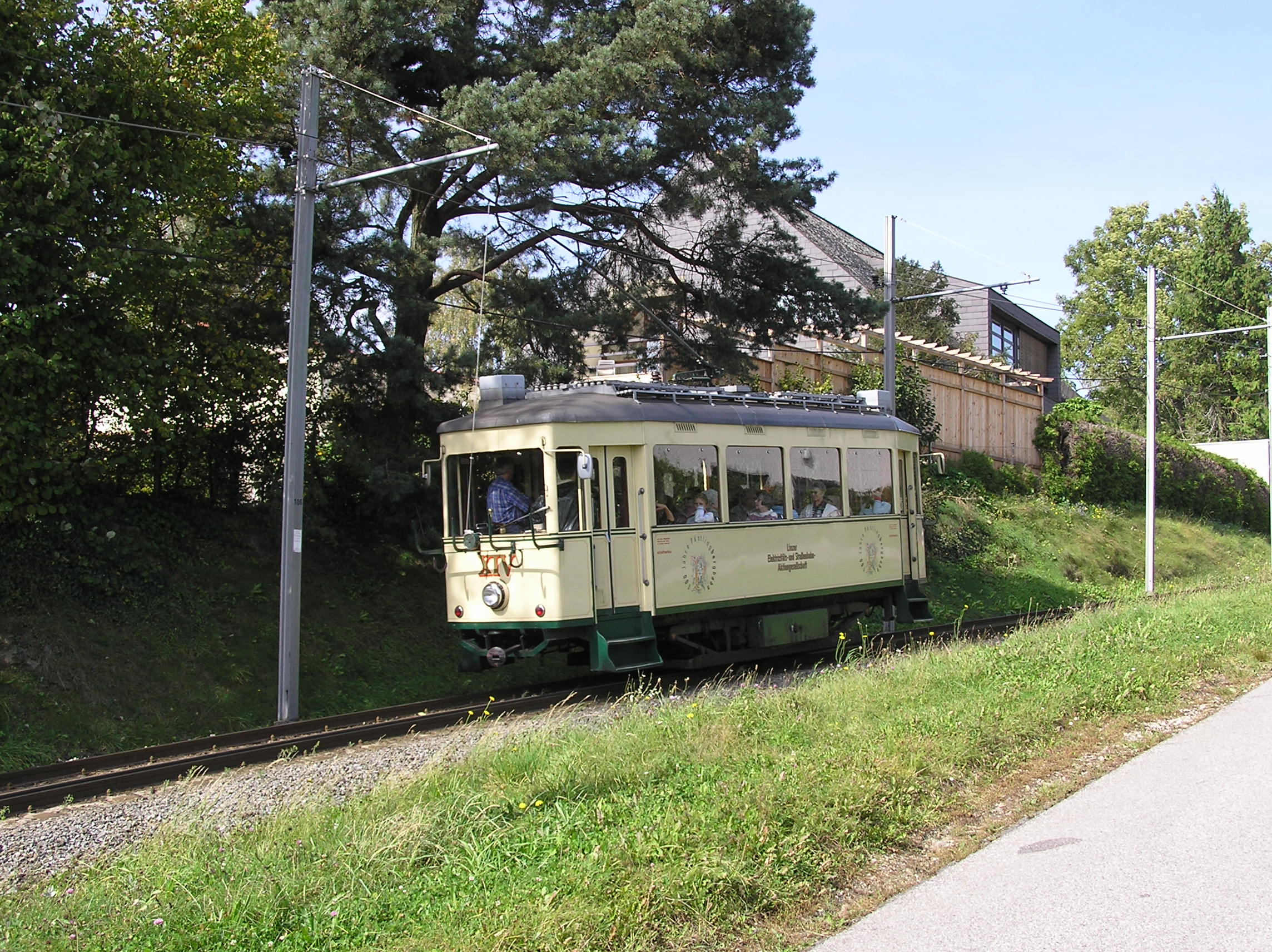
Pöstlingbergbahn, (max. 116 ‰ Gefälle)

Eine Adhäsionsbahn oder Reibungsbahn ist eine Eisenbahn, deren Antrieb alleine über die Haftreibung der Räder erfolgt. Es ist das allgemein übliche Eisenbahnsystem, bei dem die Vortriebskraft durch Reibschluss zwischen den Triebrädern des Triebfahrzeugs und den Schienen zustande kommt. Die überwältigende Mehrzahl aller bestehenden Eisenbahnen sind Adhäsionsbahnen. Adhäsionsbahnen können Steigungen bis etwa 100 ‰ bewältigen. Größere Steigungen können mit Zahnradbahnen überwunden werden.
Als problematisch erweist sich nicht nur die Begrenzung der Haftreibung bei der Traktion hoher Lasten, sondern auch das Bremsen auf der Talfahrt. Beim Überschreiten der Reibungsgrenze gerät das bremsende Rad ins Gleiten. Bei beginnendem Regen, bei Nebel, auf Bahnübergängen wegen Streusalz und besonders bei Laubfall verringert sich die Haftreibung. Durch Besandung des Gleises kann die Reibung vergrößert werden. Um nicht vollständig von der Haftreibung abhängig zu sein, benötigen Triebfahrzeuge auf Normal- und Schmalspurstrecken mit mehr als 60 ‰ Neigung in der Schweiz eine Magnetschienenbremse oder eine Wirbelstromschienenbremse.
Hauptbahnen werden üblicherweise mit einer Steigung bis zu 30 ‰ gebaut. Auf kurzen Strecken sind höhere Steigungen möglich, beispielsweise 135 ‰ bei der Straßenbahn in Lissabon. Als steilste Adhäsionsbahn auf einer längeren Strecke gilt die Pöstlingbergbahn in Linz, die nahezu auf der gesamten Strecke mit einer Steigung von 105 ‰ angelegt ist; insbesondere gibt es einen durchgehenden Streckenabschnitt von 1315 m Länge mit Steigung 105 ‰. Die Maximalsteigung beträgt 116 ‰ am Hohen Damm. Als steilste Normalspur-Adhäsionsbahn Europas mit 85 ‰ gilt unter anderem der Südast der Linie U15 der Stadtbahn Stuttgart; vor dem Umbau dieser ehemaligen Straßenbahnlinie auf Normalspur war die Uetlibergbahn in Zürich Rekordhalterin mit 79 ‰. Die 60 Kilometer lange Berninabahn, die auf 2253 m ü. M. steigt, hat eine maximale Steigung von 70 ‰ und gilt als höchste Adhäsionsbahn der Alpen.
Derzeit schreitet ein Schweizer Forschungs- und Entwicklungsprojekt der Zentralbahn voran mit dem Ziel, Steigungen bis 125 ‰ mittels Adhäsion überwinden zu können. Damit würden zukünftig die Steigungen nach Engelberg und über den Brünigpass ohne Einsatz von Kohäsion (Zahnstangengetriebe) befahren werden.
Die normalspurige Linie M2 der Métro Lausanne bewältigt seit 2008 Steigungen bis 122 ‰ mittels gummibereiften Rädern (ähnlich der Pneumétro Paris). 
Bahnen mit einer Steigung von mehr als 40 ‰ gelten in Deutschland als Steilstrecke.